# Fernão Gomes
Pour les articles homonymes, voir Gomes.
Fernão Gomes fut un marchand et un explorateur portugais de Lisbonne. 

## Biographie
En 1469, Alphonse V de Portugal lui concéda le monopole du commerce avec le Golfe de Guinée. En échange d'un loyer annuel de 200 000 réis, Gomes devait explorer 100 lieues de côte africaine par an pendant cinq ans (accord qui sera prolongé pour un an). Il avait aussi l'exclusivité du commerce de la malagueta (Aframomum melegueta), sorte de piment de cayenne contre 100 000 réis annuels.
Gomes se chargea de promouvoir l'exploitation de la côte atlantique mais il ne se contenta pas de ce qui était convenu. Sous sa direction, les portugais atteignirent le Cap de Sainte Catherine, dans l'hémisphère du sud, découvrirent également les îles du Golfe de Guinée. Gomes bénéficia de la collaboration de navigateurs comme João de Santarém, Pedro Escobar, Lopo Gonçalves, Fernando Pó et Pedro de Sintra.
Il découvre Elmina en 1471, où une forteresse (Saint-Georges) et une ville furent édifiés près des mines d'or. Il engrangea grâce à cela une petite fortune. On le surnomma dès lors Fernão Gomes da Mina. Grâce aux bénéfices de ce commerce, Gomes put aider le roi dans la conquête d'Arzila, de Ksar el-Kébir et de Tanger, où il fut fait chevalier. Plus tard, en 1478, couvert d'honneurs et jouissant d'une grande influence sur la Couronne, il fut nommé au Conseil royal.